# Estación de Galdakao
La estación de Galdácano es una futura estación ferroviaria subterránea, contemplada dentro del proyecto de «Línea 5» del metro de Bilbao, que servirá a los barrios céntricos de la localidad vizcaína de Galdácano. Según se prevé en la actualidad, entrará en funcionamiento en 2026, en sustitución de la estación actual de Zuhatzu-Galdakao, que se encuentra alejada de la zona de mayor densidad poblacional.

## La estación
Será construida en caverna, cómo casi todas las estaciones de la red de metro de Bilbao. Estará colocada debajo de la calle de Iparragirre, un callejón entre las calles Euskadi y Bernard Etxepare, siendo así tres niveles: la calle de Iparraguirre, un aparcamiento subterráneo, y por último la estación. La infraestructura constará de dos cañones de salida y un ascensor. El primer cañón va por debajo de la calle Euskadi hasta llegar al acceso o fosterito que sale a Juan Bautista Uriarte. El segundo cañón irá por debajo de la calle Bernard Etxepare hasta salir entre esta y la plaza Lehendakari Agirre. Finalmente, el ascensor conducirá al centro de la plaza Lehendakari Aguirre.

## Accesos
- C/ Juan Bautista Uriarte
- Plaza Lehendakari Agirrre
- Plaza Lehendakari Agirrre